# 에디 라이날터
에디 라이날터(독일어: Edy Reinalter, 1920년 12월 24일~1962년 11월 19일)는 스위스의 알파인 스키 선수로 1948년 동계 올림픽 회전에서 우승했다. 그는 스위스에서 열린 올림픽에서 금메달을 딴 최초의 스위스 선수이다.
1962년 11월 오스트리아의 포어아를베르크주 슈룬스에 사냥 여행을 떠났고 19일에 탄환이 들어있는 것을 인지하지 못하고 사냥용 소총을 청소하다가 총이 발사되어 41세의 나이로 사망했다.